# Apostolisches Vikariat Savannakhet
Das Apostolische Vikariat Savannakhet (lat.: Vicariatus Apostolicus Savannakhetensis) ist ein in Laos gelegenes Apostolisches Vikariat der römisch-katholischen Kirche. 
Es umfasst die beiden Provinzen Khammuan und Savannakhet. Sitz ist die Kathedrale St. Louis in Thakhek, daneben existiert die Konkathedrale St. Theresa in Savannakhet.

## Geschichte
Das Apostolische Vikariat Savannakhet wurde am 21. Dezember 1950 durch Papst Pius XII. als Apostolische Präfektur Thakhek errichtet. Die Apostolische Präfektur wurde am 24. Februar 1958 zum Apostolischen Vikariat erhoben und am 26. November 1963 in Apostolisches Vikariat Savannakhet umbenannt. Am 12. Juni 1967 gab das Vikariat Savannakhet die südlichen Teile seines Territoriums zur Gründung des Apostolischen Vikariates Paksé ab.

## Ordinarien

### Apostolische Präfekten von Thakhek
- Jean Arnaud MEP, 1950–1958

### Apostolische Vikare von Thakhek
- Jean Arnaud MEP, 1958–1963

### Apostolische Vikare von Savannakhet
- Jean Arnaud MEP, 1950–1969
- Pierre Bach MEP, 1971–1975
- Jean-Baptiste Outhay Thepmany, 1975–1997
- Jean Sommeng Vorachak, 1997–2009
- Jean Marie Prida Inthirath, seit 2010